# Kroatische presidentsverkiezingen 2014
Op 28 december 2014 en 11 januari 2015 werden in Kroatië presidentsverkiezingen gehouden, de zesde sinds de onafhankelijkheid in 1991. Zittend president Ivo Josipović, die bij de verkiezingen van 2009 verkozen was namens de sociaaldemocratische SDP, was verkiesbaar voor een tweede termijn en deed mee als onafhankelijke kandidaat. Omdat geen van de kandidaten 50% van de stemmen kreeg in de eerste ronde, vond in januari 2015 een tweede ronde plaats tussen de twee kandidaten met de meeste stemmen, Josipović en de christendemocratische Kolinda Grabar-Kitarović. Grabar-Kitarović won de verkiezingen met een marge van 1,48% van de stemmen, en werd de eerste vrouwelijke president van Kroatië.

## Kandidaten
De volgende personen hebben zich kandidaat gesteld.

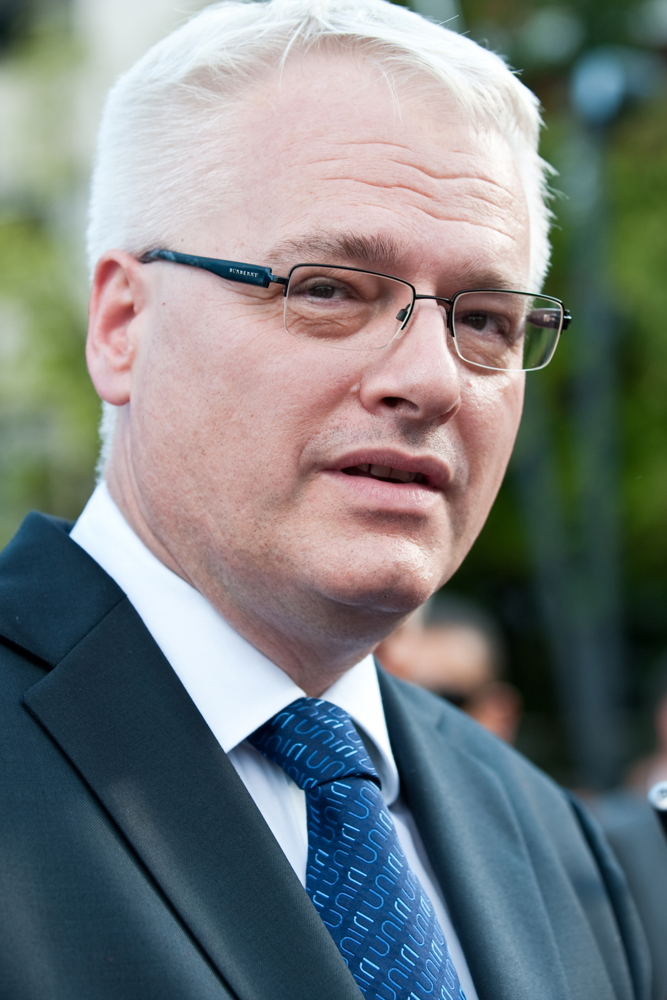
Ivo Josipović
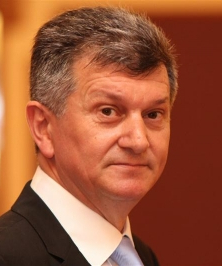
Milan Kujundžić
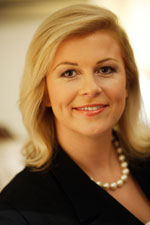
Kolinda Grabar-Kitarović
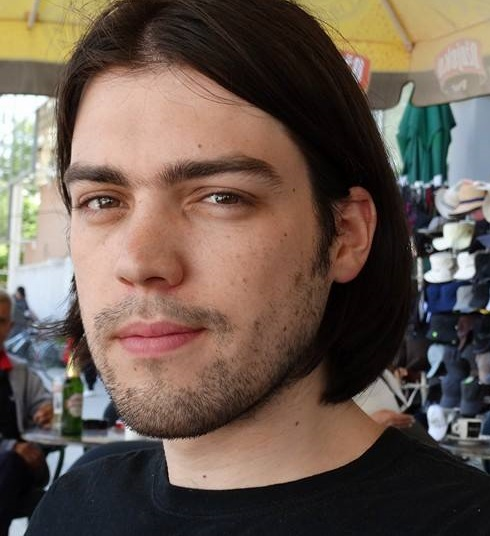
Ivan Vilibor Sinčić

## Eerste ronde
De eerste ronde werd gewonnen door de zittende president Ivo Josipović, met 38,46% van de stemmen. De kandidate van de oppositiepartij Kroatische Democratische Unie (HDZ), Kolinda Grabar-Kitarović, haalde 37,22% van de stemmen, 1,5 procent minder dan de koploper. De grootste verrassing tijdens de eerste ronde was de 25-jarige Ivan Sinčić, die 16,42% van de stemmen kreeg. De grootste verliezer was Milan Kujundžić, die verrast was door het resultaat van 6,30% van de stemmen. Kujundžić kreeg namelijk in de enquêtes voor de verkiezingen meer stemmen. Dit is de tweede keer sinds er presidentsverkiezingen worden gehouden in het onafhankelijke Kroatië, dat de opkomst in de eerste ronde onder de 50% is gebleven. In december 2009 was de opkomst 43,8%.

### Uitslag
| Kandidaat                | Kandidaat                | Partij                        | Stemmen   | %      |
| ------------------------ | ------------------------ | ----------------------------- | --------- | ------ |
|                          | Ivo Josipović            | Onafhankelijk                 | 687.551   | 38,46% |
|                          | Kolinda Grabar-Kitarović | Kroatische Democratische Unie | 665.224   | 37,22% |
|                          | Ivan Sinčić              | Menselijke Muur               | 293.562   | 16,42% |
|                          | Milan Kujundžić          | Alliantie voor Kroatië        | 112.581   | 6,30%  |
| Totaal (opkomst: 47,14%) | Totaal (opkomst: 47,14%) |                               | 1.787.722 | 100%   |
| Ongeldige stemmen        | Ongeldige stemmen        |                               | 27.787    | 1,56%  |
| Geldige stemmen          | Geldige stemmen          |                               | 1.759.010 | 98,44% |
| Kiesgerechtigden         | Kiesgerechtigden         |                               | 3.792.638 |        |
| Opkomst                  | Opkomst                  |                               | 1.787.722 | 47,14% |

## Tweede ronde
De tweede ronde werd gehouden op 11 januari 2015 en ging tussen zittend president Ivo Josipović en Kolinda Grabar-Kitarović. Grabar-Kitarović won de verkiezingen met een marge van 1,48%. Ze werd daarmee de eerste vrouwelijke president van Kroatië.
| Kandidaat                | Kandidaat                | Partij                        | Stemmen   | %      |
| ------------------------ | ------------------------ | ----------------------------- | --------- | ------ |
|                          | Ivo Josipović            | Onafhankelijk                 | 1.082.436 | 49,26% |
|                          | Kolinda Grabar-Kitarović | Kroatische Democratische Unie | 1.114.945 | 50,74% |
| Totaal (opkomst: 59,03%) | Totaal (opkomst: 59,03%) |                               | 2.197.381 | 100%   |
| Ongeldige stemmen        | Ongeldige stemmen        |                               | 60.728    | 2,69%  |
| Geldige stemmen          | Geldige stemmen          |                               | 2.197.381 | 97,31% |
| Kiesgerechtigden         | Kiesgerechtigden         |                               | 3.825.242 |        |
| Opkomst                  | Opkomst                  |                               | 1.787.722 | 59,03% |